# Мілош Теодосич
Мілош Теодо́сич (серб. Милош Теодосић; 19 березня 1987, Валево, Соціалістична Республіка Сербія) — сербський баскетболіст, захисник «Віртус Болонья» і національної збірної Сербії з баскетболу. Грає на позиції розігруючого, але також може грати на позиції  атакуючого захисника. Найкращий баскетболіст Європи 2011 року за версією ФІБА Європа.

## Кар'єра

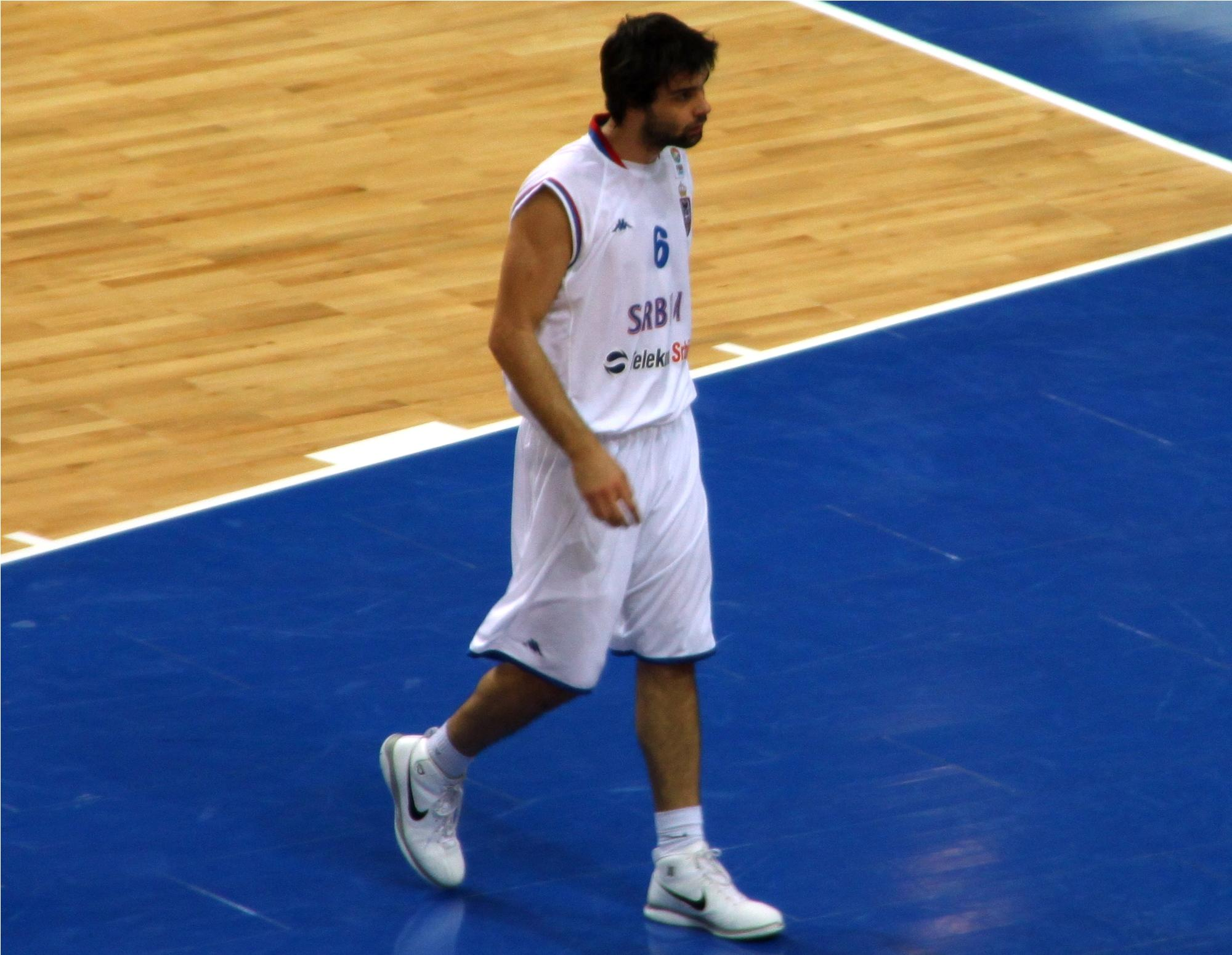
Євробаскет 2009

Він почав грати в баскетбол у клубі рідного міста KK Metalac. Потім переїхав до Белграда на базу клубу ФМП Железнік, де підписав свій перший професійний контракт.  
2005-2006
Почав грати у баскетбольному клубі Борац.
2007-2010
У 2007 році Теодосич підписав контракт терміном на п'ять років з Олімпіакосом грецької ліги, вартістю  2,8 млн. € (євро) . Олімпіакос також повинен був заплатити викуп у ФМП Железнік для того, щоб отримати права на гравця. Контракт який Теодосич підписав з  Олімпіакосом була включена сума бліц застереження 1,3 мільйона євро.У Євролізі сезону 2009-10, Теодосич в середньому набирав 13,4 очок, 2,5 підбирань, 4,9 передач, і 1,8 перехоплень за гру. Він зіграв вирішальну роль в Олімпіакосі, після перемоги над Партизаном в півфіналі, діставшись Фіналу Чотирьох Євроліги, де врешті-решт вони програли в фіналі БК Барселона. Теодосич був визнаний гравцем збірної Євроліги .
2011-2015
6 липня 2011 року підписав контракт з ЦСКА Російської ліги три роки.(рос.) Контракт був укладений на суму 5,7 млн євро.(англ.) У своєму першому сезоні в російському клубі, він привів їх до фіналу Євроліги, програвши 62-61 своєму колишньому клубу — Олімпіакосу. 
Після перемоги над Панатінаїкосом в серії плей-оф в сезоні 2013-14 Євроліги, ЦСКА програв у півфіналі Фіналу Чотирьох Євроліги Маккабі Тель-Авів  (англ.). Незабаром після невдалої спроби виграти Євролігу третій рік поспіль, президент ЦСКА звинуватив Теодосича і його сербського товариша по команді Крстича, що вони не приділяють достатньо зусиль протягом сезону  (серб.).   Сезон 2013-14 був розчаруванням для гравця, і очікувалося, що Теодосич,  може покинути клуб протягом літа.  Проте, в червні 2014 року, він продовжив свій контракт з клубом ще на три роки  (англ.).
З 7 листопада 2014 року, в грі перемогу Євроліги він здобув 27 очок, а також  10 результативних передач. У травні 2015 року він був обраний в першу команду Євроліги. ЦСКА вдалося пробитися до фіналу Євроліги вже четвертий сезон поспіль. Проте, в півфінальній грі, в черговий раз програв Олімпіакосу. Остаточний рахунок був 70-68, після того, як Олімпіакос здійснив велике повернення в 4-й чверті. 
2017 року перейшов до складу команди НБА «Лос-Анджелес Кліпперс».

## Сербська національна команда
Теодосич запрошувався  юнацьких національних збірних країни всіх вікових категорій. Граючи за юнацьку збірну Сербії, він виграв золоту медаль у 2003 році на FIBA Europe до 16 років чемпіонату. Його збірна також завоювала золоту медаль на  FIBA Europe до 18 років чемпіонату, 2005-го, далі була золота медаль у віці до  20-ти років - 2007. 
З 2007-го року почав грати за першу команду країни, за яку виступає і на даний час. На Євробаскет 2009 року вийшов у фінал з Сербією.
Він був частиною команди на Євробаскет 2011 у Литві, на якому посіли восьме місце.
Теодосич був членом сербської збірної, яка виграла срібну медаль на ФІБА з баскетболу чемпіонату світу з баскетболу 2014 року, під керівництвом Олександра Джорджевіча. Він також був названий гравцем символічної збірної турніру, в середньому 13,6 очок і 4,4 результативних передач у дев'яти іграх турніру.
Мілош був капітаном команди на Євробаскет 2015. На першому етапі турніру, в якому домінували серби, 5-0 у групі, все ж таки були зупинені в півфінальній грі з Литвою 67-64, а потім програли Франції у боротьбі за бронзу.

## Особисте життя
Батьки Мілоша: Міодраг (батько) і Зорана (мати). У нього є старший брат, Джон, який також є професійним баскетболістом в Сербії. Під час інтерв'ю, Теодосич цитується, що він дуже пишався своїм рідним містом, Валево. (серб.) З 2008 року Теодосич зустрічається з  сербською волейболісткою Майєю Огненович. Вони навіть заручилися в 2010 році.